# Кауфманн, Гордон
Гордон Берни Кауфманн (англ. Gordon Bernie Kaufmann; 19 марта 1888, Форест-Хилл, Лондон, Великобритания — 1 марта 1949, Лос-Анджелес, Калифорния, США) — американский архитектор английского происхождения, известный как автор проекта Плотины Гувера.

## Биография
Родился 19 марта 1888 в Форест-Хилл, Лондон, в семье Густава и Матильды Кауфманн. Густав Кауфманн и его семья часто переезжали в Германию и обратно в течение 1880—1890-х годов, даже после того, как в 1888 году Густав стал гражданином Великобритании.

### Образование
Кауфманн учился в Whitgift School (Кройдон, Лондон, Великобритания) и Hausa School (Бергедорф, Германия), позже был учеником у лондонского архитектора Альфреда Уильяма Стивенса Кросса. В 1908 году закончил Лондонский Политехнический Институт, после чего переехал в Британскую Колумбию в город Ванкувер, где провел следующие шесть лет.

### Брак и дети
Гордон Кауфманн был женат дважды. 18 мая 1911 года в г. Монреале он женился на Еве Сен-Дени-Макфарлейн. Его второй женой стала Элси С. Брайант.
Он оставил двоих детей от первого брака:
- Кеннет Макфарлейн Кауфманн (родился 1 апреля 1912 в Ванкувере, Британская Колумбия) — работал чертежником у своего отца.
- Сесил Макфарлейн Кауфманн — (родилась 12 сентября 1913 в Ванкувере, Британская Колумбия) — вышла замуж в 1949 году и проживала во Флинтридже, штат Калифорния.

## Карьера
В начале своей карьеры Кауфманн работал в стиле средиземноморского возрождения, который был популярным в то время. Он также был первым архитектором при строительстве Scripps College, гуманитарного женского колледжа в Клермонте, Калифорния, являющегося одним из Семи Колледжей Клермонта.
Совместно с ландшафтным архитектором Эдвардом Хантсман-Траутом разработал общий план студентеского городка с четырьмя общежитиями, которые были построены в течение первых четырех лет существования Колледжа (1927—1930). Дизайн проекта выполнен в стиле средиземноморского возрождения.
В 1928 году Калифорнийский Технологический институт нанял его для проектирования комплекса общежитий, ныне известных как «Южные дома», и здания для Атенеума, частного клуба, расположенного на территории института.
Позже он работал в основном в стиле ар-деко, уделяя особое внимание массивным, обтекаемым бетонным стенам, которые придавали его зданиям очень характерный вид. Штаб-квартира Los Angeles Times — прекрасный тому пример. Его работа также была номинирована в раздел «архитектура» на Конкурсе искусств на летних Олимпийских играх 1936..

## Проекты
Ниже приведён список наиболее известных проектов Гордона Кауфманна.
- 1928 Greystone Mansion[5][6]
- 1934 Santa Anita Park
- 1935 Плотина Гувера
- 1935 Los Angeles Times Building
- 1940 Hollywood Palladium[7]
- 1947 Beverly House[8][9]